# Kvarntjärnen (Ramsbergs socken, Västmanland)
Kvarntjärnen är en sjö i Lindesbergs kommun i Västmanland och ingår i Norrströms huvudavrinningsområde. Sjön är 6 meter djup, har en yta på 0,054 kvadratkilometer och är belägen 265,8 meter över havet.